# Permanent forum voor inheemse vraagstukken van de Verenigde Naties

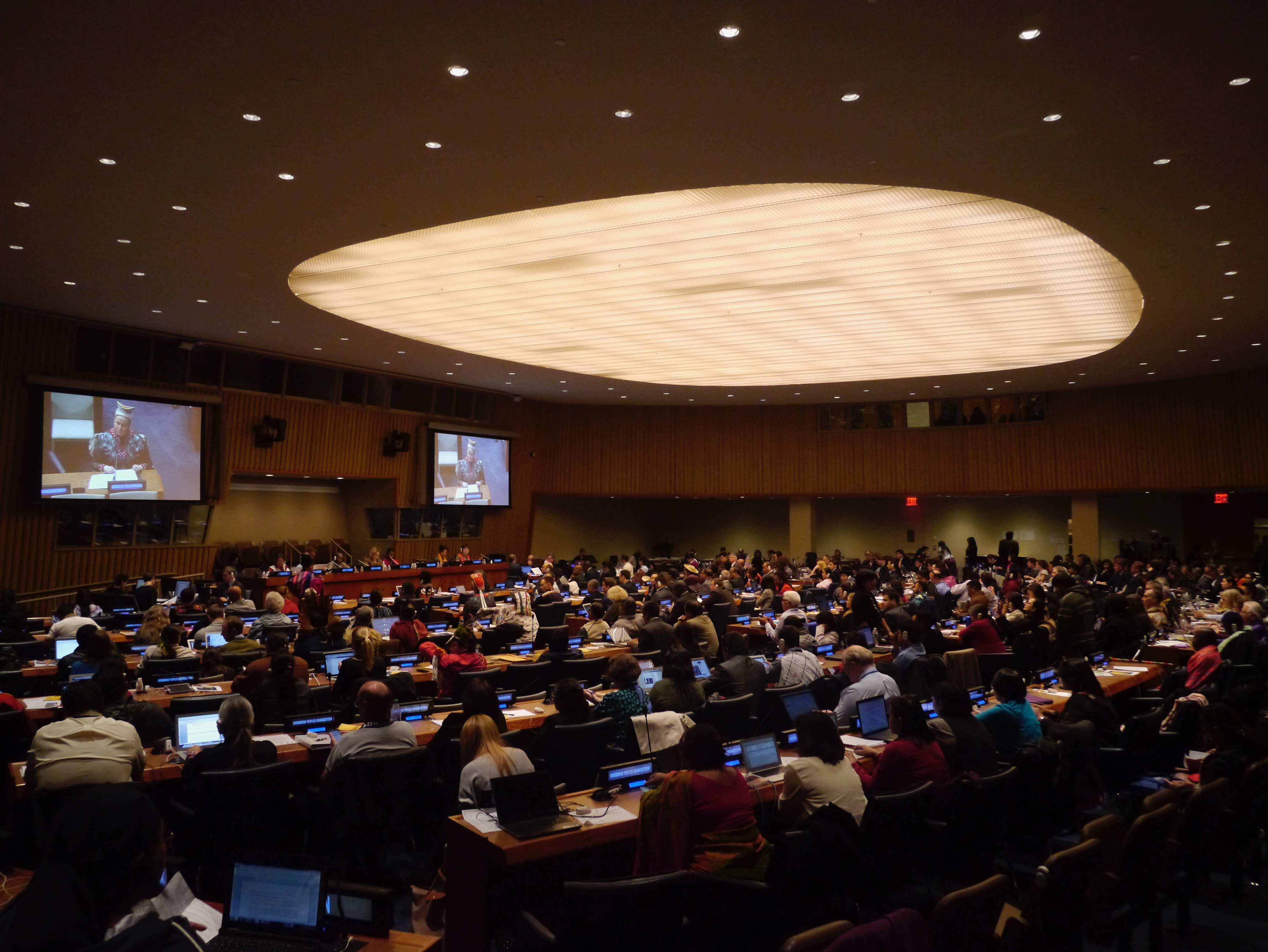
Plenaire vergadering van UNPFII, 2015

Het Permanent forum voor inheemse vraagstukken van de Verenigde Naties, Engels United Nations Permanent Forum on Indigenous Issues (UNPFII of PFII), is het centrale coördinerende orgaan van de VN voor zaken die verband houden met de zorgen en rechten van de inheemse volkeren wereldwijd. Er zijn ruim 370 miljoen mensen die behoren tot inheemse volkeren (ook wel oorspronkelijke volken genoemd), verspreid over zo’n 70 landen. 
Het forum werd in 2000 opgericht en is een adviesorgaan dat rapporteert aan de Economische en Sociale Raad van de VN (ECOSOC).